# Antijésuitisme
L'antijésuitisme est la critique radicale ou l'opposition frontale à la Compagnie de Jésus, ordre religieux fondé par Ignace de Loyola dans la première moitié du XVIe siècle.